# Jònic de Sardes
Jònic de Sardes (en llatí Ionicus, en grec antic Ἰωνικός) era un metge de Sardes a Lídia, fill d'un metge que havia adquirit un cert prestigi.
Va estudiar medicina amb Zenó de Xipre i era company d'Oribasi i Magne d'Antioquia a la segona meitat del segle iv. Eunapi va fer un breu relat de la seva vida, i diu que estava ben dotat en totes les branques de la ciència mèdica i a més també havia estudiat retòrica, lògica i poesia i gaudia d'una alta reputació.